# Cynortula limitata
Cynortula limitata is een hooiwagen uit de familie Cosmetidae.